# Curvy Crew
Curvy Crew. Caminant per trencar estereotips (originalment en anglès, Kili Big) és un documental de 2021 dirigit per Ida Joglar. En la pel·lícula, un grup de vint dones emprenen una expedició al Kilimanjaro per desmentir que pujar muntanyes no està fet per a elles i, alhora, demostrar-se a si mateixes que estar grasses no els impedirà coronar el cim. Christa intenta per segona vegada fer el cim, però aquesta vegada ho aconsegueix acompanyada de les autoproclamades Curvy Kili Crew, que no es creien capaces de la proesa. El documental trenca amb els estereotips i posa davant d'un mirall la pressió social i el repte de l'autoacceptació que pateixen les persones amb un cos no normatiu a través d'entrevistes i escenes d'humor. El 2022 es va subtitular al català en la iniciativa Doc del Mes. Es va poder seguir tant per Internet com de forma presencial en diferents sales dels Països Catalans.